# Schlesischer Tippelmarkt

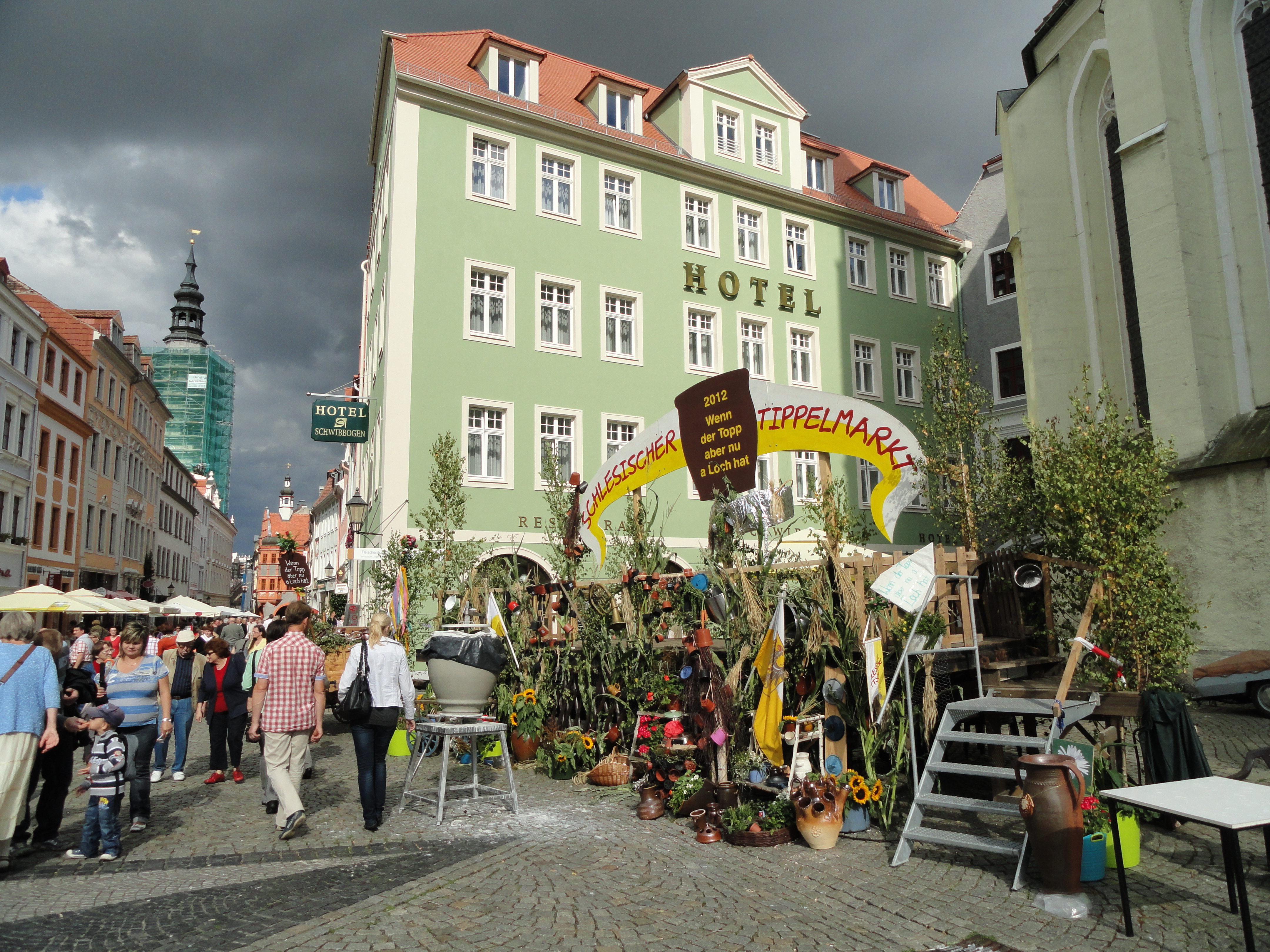
Bühne des Schlesischen Tippelmarktes 2012 vor dem Schwibbogen

Der Schlesische Tippelmarkt (schlesisch: Schläscher Tippelmoarkt) ist ein Töpfermarkt in der Stadt Görlitz, welcher immer am 3. Wochenende im Juli stattfindet. Der erste Schlesische Tippelmarkt fand am 17. und 18. Juli 1999 auf dem Untermarkt in Görlitz statt. Nachdem der Görlitzer Untermarkt durch Bauarbeiten im Jahr 2001 nicht mehr für den Markt zur Verfügung stand, zogen die Töpfer auf den Obermarkt. Über das einfache Verkaufen der Töpferwaren hinaus, handelt es sich um einen Traditionsmarkt, bei dem dem Besucher schlesische Bräuche und das Töpferhandwerk näher gebracht werden. Der Markt steht jedes Jahr unter einem anderen Motto.

## Themen der Märkte
| Jahr | Termin       | Thema                                                   |
| ---- | ------------ | ------------------------------------------------------- |
| 1999 | 17./18. Juli | Die Tippelgeschichte vom Schlesischen Tippeltöpper      |
| 2000 | 22./23. Juli | Die Scheibe ist rund                                    |
| 2001 | 21./22. Juli | Die Schlesischer Vesper                                 |
| 2002 | 20./21. Juli | Wir sind auf der Walz von Schlesien nach der Pfalz      |
| 2003 | 19./20. Juli | Derheme is derheme                                      |
| 2004 | 17./18. Juli | Eene Fuhre Freede                                       |
| 2005 | 16./17. Juli | Urdnung is doas hoalbe Läben                            |
| 2006 | 15./16. Juli | Schlesische Guttschmecke                                |
| 2007 | 21./22. Juli | Su ne Viecherei, ei der Töpperei                        |
| 2008 | 19./20. Juli | Ringel Reihe Rosenkranz, der Töpper macht den Ofen ganz |
| 2009 | 18./19. Juli | Am Brunnen vor dem Tore                                 |
| 2010 | 17./18. Juli | VIA REGIA - Handel und Wandel                           |
| 2011 | 16./17. Juli | Meisterhafte Ton-Art an der VIA REGIA                   |
| 2012 | 21./22. Juli | Wenn der Topp aber nu a Loch hat                        |
| 2013 | 20./21. Juli | Eener hat den Hut uff                                   |
| 2014 | 19./20. Juli | Gott sei’s gedankt, getrommelt und gepfiffen            |
| 2015 | 18./19. Juli | Jeder Tupp find`t sein Deckel                           |

## Höhepunkte

### Einzug der Töpfer
Der Markt wird traditionell mit dem Einzug der Töpfer und allen weiteren Akteuren des Tippelmarktes über die Brüderstraße auf den Obermarkt begonnen. Die teilnehmenden Töpfer tragen dabei ihre Handwerksschürze und ein spezifisches Stück aus ihrem Keramiksortiment mit sich. Während des Einzuges gibt es die Drosselbartszene, wobei ein Reiter zu Pferd einen aufgebauten Marktstand mit Töpferwaren zerreitet. Mit 3 Böllerschüssen der Privilegierte Schützengesellschaft Reichenbach und Umgebung 1430/1685 e.V. wird der Markt akustisch eröffnet. Diese Gruppe soll die Wehrhaftigkeit des Handwerks verkörpern und es schützen. Anschließend wird das Marktrecht erteilt. Der Einzug ist thematisch am jeweiligen Motto orientiert.

### Übergabe des Hochzeitspokals

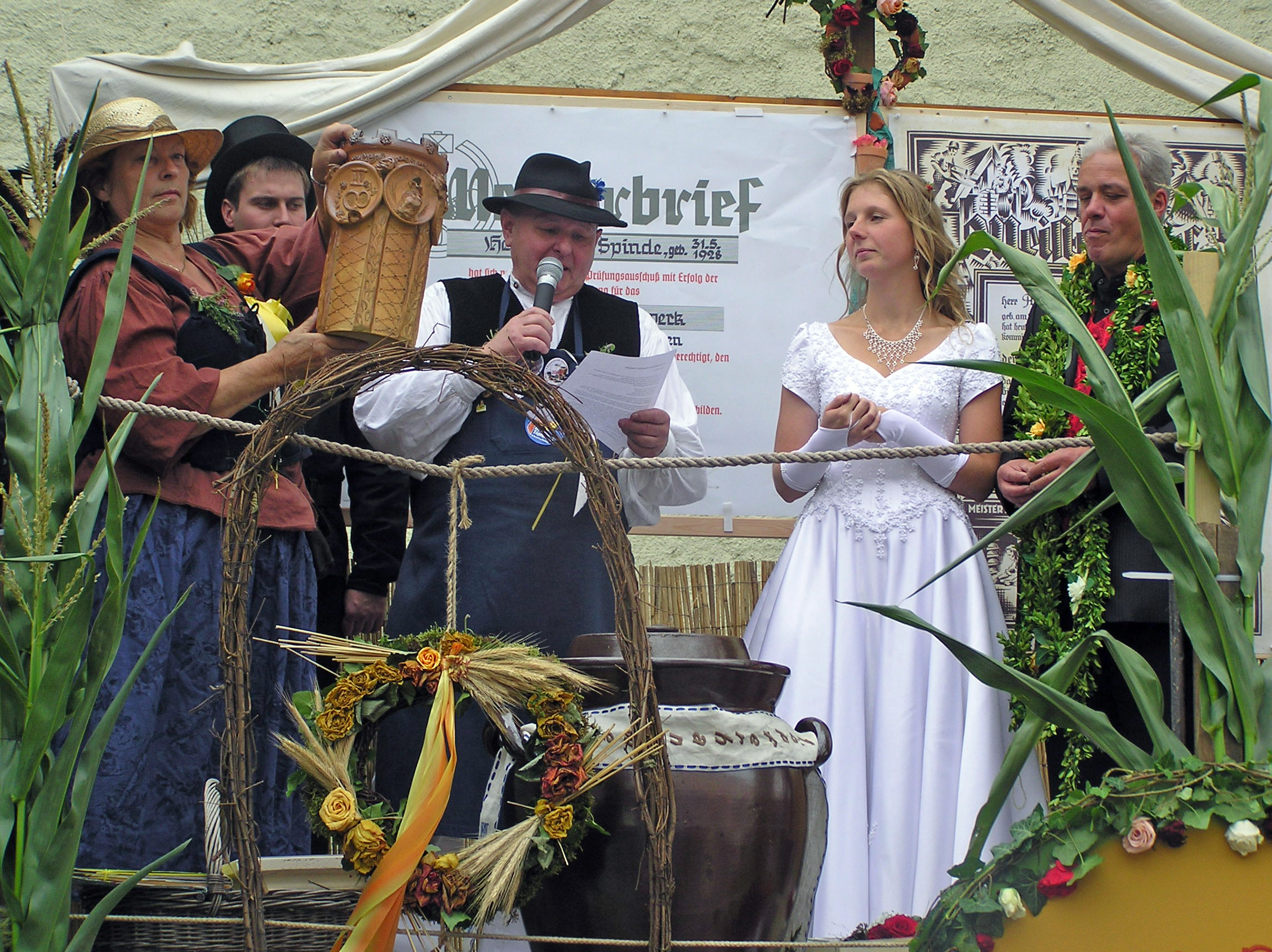
Tippelweib und Singender Töpfermeister übergeben den Hochzeitspokal

Jedes Jahr wird ein tönerner Hochzeitspokal an ein Brautpaar überreicht, welches am Samstag des Schlesischen Tippelmarktes im Standesamt zu Görlitz heiratet. Der Hochzeitspokal ist ein Wanderpokal und wird von Jahr zu Jahr weitergereicht.

### Die Tippelgeschichte
Jährlich gibt es eine zu dem jeweiligen Motto passende Geschichte. Sie wird immer sonntags nachmittags aufgeführt. Erzählt wird sie vom „Singenden Töpfermeister“. Inhaltlich geht es dabei um das Handwerk und Schlesische Traditionen.

## Wichtige Figuren
Figuren, die den Markt tragen und von Anfang an begleiten, sind der Singende Töpfermeister und das Schlesische Tippelweib. Diese werden seit 1999 von Günter Meißner und Marianne Paul verkörpert.

## Hintergrund
Das Fest wird ehrenamtlich vom „Schlesischen Tippelmarkt e.V.“ und dem Kultur!Service der Stadt Görlitz organisiert.